# 久米島女子工業徒弟学校
久米島女子工業徒弟学校（くめじまじょしこうぎょうとていがっこう）は、明治時代後期から大正時代にかけて沖縄県久米島にあった徒弟学校（実業学校の一種）。1906年（明治39年）に設立された実業補習学校を起源とする。久米島紬が貢納物から商品へと転換していく時期に、織り手を育成して産業発展に貢献した。

## 歴史
久米島の紬織物（久米島紬）は王朝時代には「御用布（グイフ）」とされ、人頭税の一種として徴収の対象であった。御用布は村落ごとに割り当てが行われ、女子は「布屋」（村落の共同作業場）に集められて役人の監督を受けつつ製作にあたった。沖縄県成立後も旧慣としてこの貢納布制度は存続したが、1903年（明治36年）に地租などが導入されるとともに撤廃された。貢納布制度撤廃以前から一部では一般の流通に乗せるための商品生産が行われていたようであるが、制度撤廃によって地域の有志が織物を産業として発展させるために動き出すことになり、賦課に応えるために伝えられてきた紬織物の技能を、商品生産の技能として伝習することとなった。
1906年（明治39年）4月初め、まず久米島尋常高等小学校（現在の久米島町立久米島小学校）に女子実業補習科が設置された（生徒は24名）。その直後、4月21日に実業補習学校設立認可が下り、仲里・具志川両間切組合の事業となって「仲里・具志川両間切組合立女子実業補習学校」となった。実業補習学校は2年制で、尋常科卒業程度の女子を入学させ、修身、算術、国語、裁縫、機織の5教科を教えることとした。
1907年（明治40年）6月、間切組合において、実業補習学校を拡張して徒弟学校とすることが議決され、県を経て国に上申された。1907年（明治40年）12月、文部省は徒弟学校として認可。国庫補助金も年額200円を受けられることになった。
1908年（明治41年）4月、「機織に必要なる技術を授け、以って本島両村の機業界の発展を図ると共に、日常生活に必要な知識・技能を授け併せて婦徳の一般を知らしめんとす」という方針を掲げ、「久米島女子工業徒弟学校」が開校した。本科・選科（ともに2年制）を設置し、国語、算術、修身・体育、機学、機織実習、裁縫、養蚕、家事・作法の8科目を教えた。機織実習では、1年次の1・2学期に木綿織物を、1年次の3学期から2年次にかけて紬織物を製作した。
入学志望者が多く制約を加えなければならなかったため、1910年（明治43年）には高機を持っている者に入学を限った。この頃に、織機の地機から高機の移行が進んだという。1912年（大正元年）9月、具志川村嘉手苅（両村の境界付近）に校舎を新築し移転した。
生徒が実習で製作した紬織物は、各種の博覧会・物産共進会に出品され、高い評価を得た。たとえば1910年（明治43年）、第13回九州沖縄8県連合共進会に出品された紬布は2等賞を受賞。また、大正3年（1914年）の大正博覧会には紬布12反を出品、うち1反が3等を獲得、3反が入賞した。また、生徒が大島紬の産地への視察を行っている。
1916年（大正5年）には久米島織物同業組合が設立されるなど、好景気の中で久米島紬の生産は拡大した。
1922年（大正11年）時点で、在学生は110名（1学年65名・2学年35名・選科生10名）、1906年（明治39年）以来の卒業者は本科215名・研究科67名・選科207名であった（この期間の在籍生徒数は1341名で、中退者が432名いた）。卒業生は織物産業に従事し、織物業の発展に貢献した。
久米島女子工業徒弟学校は、1925年（大正14年）に廃止された。

## 備考
- 第二次世界大戦後の久米島紬復興に際しても、1954年に具志川村が琉球政府の補助を得て「具志川村女子工芸学院」を発足させ、中学校を卒業した女子に養蚕・染織・織物の伝習を図ったが、入学希望者が少なく1958年に政府補助金が打ち切られ、経営難となって廃止されたという[15]。